# Casa de la Corregidora
La Casa de la Corregidora es un edificio y Monumento histórico del centro de Santiago de Querétaro construido en el siglo XVIII, que se utilizó como Casa Real y Cárcel. Desde 1981 es el Palacio de Gobierno de Querétaro, sede del Poder Ejecutivo del Estado de Querétaro, México. Originalmente era la Casa de los Corregidores, se desconoce la época exacta en que comenzó a llamársele Casa de la Corregidora. 
Se encuentra en el lado norte de Plaza de Armas, en la esquina de 5 de mayo y Pasteur de la ciudad de Santiago de Querétaro, patrimonio de la humanidad declarado en 1996.
Es parte de un Patrimonio de la humanidad por la UNESCO, al pertenecer la Zona de monumentos históricos de Querétaro.

## Historia
Miguel Domínguez, designado Corregidor de Querétaro, vino a esta ciudad trayendo consigo a su mujer Josefa Ortiz de Domínguez. Ella oficialmente no tenía cargo alguno, pero por ser esposa del corregidor, por extensión comenzó a llamársele la corregidora. En 1810 don Miguel y doña Josefa participaron activamente en las reuniones de un grupo de simpatizantes de la independencia de México, disfrazadas de reuniones literarias. Alguien delató al grupo y el Virrey ordenó al corregidor detener a los implicados, sin saber que éste era integrante. La tarde del 15 de septiembre de 1810 don Miguel, para no ser descubierto, tuvo que aprehender a varios de sus amigos y encerró a su propia esposa en su casa para que no la capturaran. Josefa Ortiz quiso avisar que habían sido descubiertos al capitán Ignacio Allende y al padre Miguel Hidalgo, en San Miguel el primero y en Dolores el segundo. Es así que desde su habitación, en la parte alta de este edificio, llamó dando taconazos en el suelo al alcalde de cárceles don Ignacio Pérez. Al mismo tiempo que ella bajaba hacia la puerta del palacio, él llegaba a la puerta de la calle, encontrándose ambos en el zaguán, ella por dentro, él por fuera. Por el ojo de la chapa la corregidora dio a Ignacio Pérez el mensaje y éste inmediatamente salió cabalgando a San Miguel el Grande en busca de Allende.
En 1821 Agustín de Iturbide, por breves días, despacho en este Palacio una vez vencida la resistencia. 
Consumada la Independencia, la Casa de los Corregidores fue destinada a Palacio de Gobierno. Tomas Mejía al mando de un ejército de serranos al tomar Querétaro en 14 de octubre de 1856, ocupa el Palacio de Gobierno y deja que sus tropas se dediquen a la destrucción, sobre todo del rico archivo que guardaba muchos documentos relativos a la Independencia.[cita requerida] 
Nuevamente en 1857 Tomas Mejía atacó el Palacio, lo tomó, pero una carga valiente del general José María Arteaga lo restituyó a las fuerzas republicanas.
Don José María Iglesias en 1876 instaló su Gobierno en el Palacio, por lo que sirvió de Palacio Nacional.
Maximiliano de Habsburgo en 1867 varias veces discutió ahí con sus generales los problemas de estar sitiados y condecoró a los distinguidos en campaña.
En el ala oeste hubo cárceles y alojó notables delincuentes como Chucho el Roto y la Carambada.
La casona fue Palacio Municipal hasta 1981. Fue restaurada y los presos se trasladaron a un penal construido en San José del Alto por disposición del gobernador de Querétaro Rafael Camacho Guzmán. El 25 de julio de 1981 el presidente de México José López Portillo reinauguró la Casa de la Corregidora como Palacio de Gobierno.